# Paula Lynn Obanana
Paula Lynn Obanana (n. 19 març 1985) és una esportista filipino-americana que competeix en bàdminton en la categoria de dobles. Era originalment de Dumaguete, Filipines. Ella va competir en els 2012 Japan Super Series.